# Christian Heinrich Spiess
Christian Heinrich Spiess, jindy Spieß, v češtině také Gindřich Špys nebo Sspyss (4. dubna 1755 Freiberg – 17. srpna 1799 Bezděkov) byl původem německý, v Čechách naturalizovaný spisovatel románů a dramat, také herec.

## Životopis

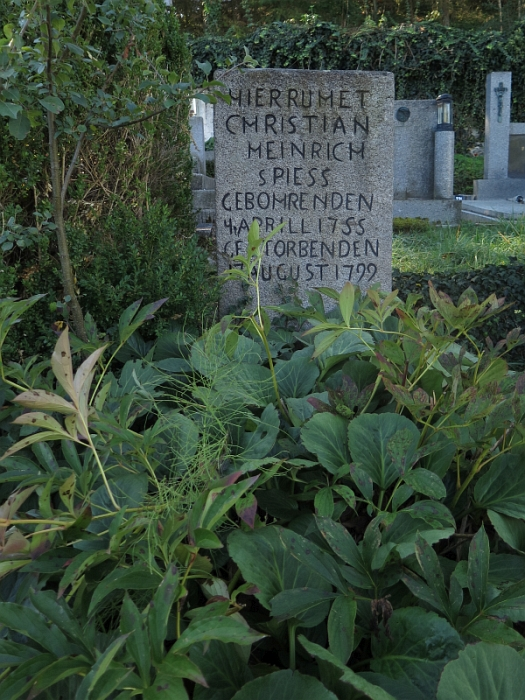
Spiessův náhrobek na hřbitově v Bezděkově

Narodil se v saském Freibergu v luteránské rodině. Po studiu gymnasia ve Freibergu a konverzi ke katolicismu odešel údajně do kláštera v Oseku a dále studoval v Praze. Ze studií zběhl k Wahrově kočovné herecké společnosti, kde se uplatnil jako herec, oblíbil si roli Schillerova Loupežníka. Napsal tři divadelní hry. Zamiloval se do herečky Wahrovy společnosti Sophie Körnerové (1750–1817). V roce 1784 byl pozván hrabětem Kašparem Künigelem, aby se stal správcem jeho panství Bezděkov. Spiess pozvání přijel a přijel na Bezděkov spolu se Sofií, která se brzy stala milenkou hraběte Kunigela. Spiess Sofii opustil a navázal vztah s Kunigelovou manželkou Marií Theresií, ale i přesto přetrvávalo přátelství s hrabětem. Spiess však začal být zádumčivý a začal se toulat po krajině. V Tupadelských skalách si postavil poustevnickou chýši a začal zde psát hororové romány. Tíhl k morbidním tématům, melancholii a šílenství. Hororovou atmosféru skal údajně umocnil vybudováním umělého hřbitova. Jeho romány měly úspěch a byly překládány do dalších jazyků již za jeho života. Spiess však všechny své honoráře rozdal, za což byl u místních obyvatel velmi oblíbený.
Zemřel pravděpodobně 17. srpna 1799, ale objevuje se i datum 19. srpna 1799. Podle oficiální diagnózy trpěl tuberkulózou, podle jiné hypotézy se nakazil břišním tyfem od své milenky, manželky hraběte Künigla, Marie Theresie, která zemřela a břišní tyfus o tři týdny dříve. Je pohřben na hřbitově v Bezděkově.

## Dílo
Ve svých rytířsko-loupežnických a strašidelných románech se inspiroval nápady a dějovými zápletkami z Goethova  dramatu Götz von Berlichingen a Schillerových knih, a to dramatu Loupežníci (Die Räuber, tiskem vyšlo roku 1781, na scénu uvedeno 1782) a nedokončeného románu Strážce duchů (Der Geisterseher, vycházel v časopisu Thalia v letech 1786–1789).

### Dramata
- Die drei Töchter (Tři dcery); 1782
- Marie Stuartovna; 1783; tuto tragédii napsal 17 let před Fridrichem Schillerem; roku 1784 byla uvedena ve dvorním divadle ve Vídni.
- Klara von Hoheneichen. Rytířská hra, 1792

### Romány
Byl pokračovatelem britského tzv. Gotického románu, který do literatury uvedl Horace Walpole. Spiess psal hlavně pod vlivem prací dalších dvou představitelů tohoto žánru, Ann Radcliffové a románu Mnich anglického spisovatele Matthewa Gregory Lewise. Patřil k zakladatelům německé verze tohoto žánru, hororového románu (Schauerroman) a svými současníky byl rovněž ovlivněn. V témže stylu, ale jemnější formou psali dva Spiessovi současníci, od roku 1778 publikující Carl Gottlob Cramer (1758–1817) a Goethův švagr Christian August Vulpius (1762–1827). Tyto příběhy, atraktivní prostředím záhrobí a zločinu v dávném středověku (nejčastěji ve 13. století), ho proslavily. Byl ve své době a následně do 60. let 19. století hojně čteným autorem. K nejpopulárnějším patřily strašidelné příběhy ze 13. století jako Der Löwenritter, nebo:
- Das Petermännchen, Geistergeschichte aus dem dreizehnten Jahrhunderte (1793), Hrdinou románu je rytíř, kterého zlý duch v podobě trpaslíka navádí ke znásilnění, incestu a vraždě předtím, než jej ďábel roztrhá na kusy.[4]

Další horory:
- Der alte Überall and Nirgends
- Die Löwenritter (Lví rytíř)
- Hans Heiling, vierter und letzter Regent der Erd- Luft- Feuer- und Wasser-Geister.[3]
- Biographien der Selbstmörder (Životopisy sebevrahů) 1786; vydavatelem jeho knih byl pražský nakladatel Jan Ferdinand rytíř ze Schönfeldu

V češtině vyšly:
- Hugo a Kleta, aneb kamenná svadební postel ze čtrnáctého století
- Skalní duchowé, aneb Prawdivé příběhy barona z Bilenbachu
- Krásná Oliwie, aneb, Strassidlo u bjlé wěže: prawdiwá historie z třináctého stoletj; na česko wyložená od Prokopa Šediwého. Praha 1867
- Zazděná slečna aneb Podivné příhody Marie z Hohenturu, rytířská historie z třináctého století
- Zloduch Petříček. přeložil Václav Maidl, Praha 2022

## Ohlas
Spiessovo literární dílo znovuobjevil Jakub Arbes, který Spiesse považoval za naturalizovaného Čecha. Některými náměty se u Spiesse inspirovali Karel Hynek Mácha a Josef Váchal, který o něm napsal knihu, vlastnoručně ji vysázel z dřevěných liter a vytiskl, a dále se inspiroval pro svůj Krvavý román.